# 4054 Turnov
4054 Turnov (1983 TL) là một tiểu hành tinh vành đai chính được phát hiện ngày 5 tháng 10 năm 1983 bởi A. Mrkos ở Klet.